# 圣菲县
聖塔菲郡（英語：Santa Fe County）是位于美国新墨西哥州中部的一个郡，面積4,949平方公里，根據2020年美國人口普查數字，共有人口15萬4,823人。該縣成立於1852年，县治聖塔菲。